# Аннексия Страсбурга
Аннексия Страсбурга (фр. Annexion de Strasbourg) — присоединение вольного имперского города Страсбурга к Французскому королевству, осуществленное правительством Людовика XIV 30 сентября 1681 года.
Город был включен в состав Франции по завершении основного этапа политики присоединений, в ходе которой французы овладели Эльзасом, столицей которого Страсбург формально считался. По выражению Жана-Кристиана Птифиса, он оставался последним «жирным куском», ещё не поставленным под французский контроль.

## Предыстория
В отличие от остального Эльзаса, на который Франция имела некоторые права в силу Мюнстерского и Нимвегенского договоров, Страсбург имел статус вольного имперского города (историки XIX века определяют его политическое устройство как «республику»), и для его захвата у Людовика XIV не было достаточных формальных оснований. Тем не менее в предшествующие десятилетия были два прецедента агрессии в отношении имперских городов: осада Бремена войсками шведского «коннетабля» Густава Врангеля в 1665 году и захват Брауншвейга герцогами Рудольфом Августом и Антоном Ульрихом Брауншвейг-Вольфенбюттельскими в 1671 году. В последнем случае завоеванный город лишился своего имперского статуса.
Правительство Страсбурга декларировало нейтралитет в ходе Голландской войны, но при этом трижды впускало в город имперскую кавалерию. В 1674 году под давлением населения магистрат был вынужден призвать на помощь имперские войска. После побед Тюренна в Рейнской кампании город снова объявил нейтралитет, но когда маршал погиб, опять открыл ворота перед Монтекукколи. В начале 1679 года войска императора Леопольда I снова вошли в город, но летом были выведены по требованию Франции.
На переговорах в Нимвегене Людовик отказался признать нейтралитет Страсбурга, занимавшего стратегическую позицию у Кельской переправы через Рейн. После подчинения Эльзаса он оставался пунктом, через который могло быть осуществлено имперское вторжение во Францию. В конце 1680 года страсбуржцы ещё раз безуспешно просили у Людовика признать их нейтралитет.

## Ход событий
Король поручил военному министру Лувуа незаметно сосредоточить в Эльзасе крупные силы: 38 батальонов, 82 эскадрона, 400 000 бочек пороха, 30 000 гранат, около 6000 ядер, достаточный запас продовольствия, и тайно направил 30 000 луидоров в испанских пистолях для подкупа. К началу сентября 1681 года приготовления к военной операции были закончены, но для её проведения требовался повод. Таковым стало прибытие в город имперского генерала барона фон Мерси для проведения инспекции перед предстоящим вводом гарнизона из нескольких тысяч человек. Это означало очередной отказ Страсбурга от нейтралитета, и разгневанный Людовик решил более не медлить.
В ночь с 27 на 28 сентября три драгунских полка под командованием д’Асфельда обложили Рейнский редут, отрезав город со стороны реки. После захвата плацдарма генеральный наместник Эльзаса барон де Монклар предложил страсбуржцам подчиниться Франции или испытать все ужасы войны, и объявил, что на следующий день прибудет Лувуа, а ещё через шесть дней сам король. Горожане, враждебно относившиеся к французам, были готовы оказать сопротивление, но магистрат не видел возможностей для обороны.
29 сентября к Лувуа, расположившемуся в Иллькирхе, была направлена депутация для переговоров. Министр предоставил страсбуржцам 24 часа на размышление. 30-го город капитулировал без единого выстрела. По условиям соглашения Страсбург сохранял свои привилегии: муниципальные институты, сенат, университет, гражданскую и уголовную юрисдикцию, наложение пошлин, право чеканки монеты, свободу протестантской религии, но кафедральный собор по требованию Людовика был возвращен католической церкви.
Король, находившийся в Витри, 3 октября ратифицировал условия капитуляции. 24 октября Людовик вместе с королевой, дофином, герцогом Орлеанским и двором торжественно вступил в город. Сам он въехал в позолоченной карете, запряженной восемью лошадьми, под колокольный звон всех церквей и грохот трехсот орудий. На пороге собора монарха встретил епископ Франц Эгон фон Фюрстенберг, восславивший Людовика как третьего основателя Страсбургской церкви, после королей Хлодвига и Дагобера.
После торжественного молебна король расположился в доме маркграфа Баден-Дурлахского, где принимал поздравления приехавших в Страсбург иностранных принцев.
В день капитуляции Страсбурга французские войска по соглашению с герцогом Мантуанским также заняли Казале, столицу Монферрато, стратегическую позицию на границе Миланского герцогства, что позволило льстецам объявить, будто Людовик выше Цезаря, так как его войска в один день подчинили Рейн и По.

## Результаты
В 1683 году была отчеканена памятная медаль со знаменитой легендой: Clausa Germanis Gallia («Галлия, закрытая для германцев»).
Аннексия Страсбурга вызвала в Германии страх перед возможным французским вторжением, и Людовик для успокоения имперцев повторил предложение 1680 года о возвращении Фрайбурга. По условиям Регенсбургского перемирия 1684 года, завершившего франко-испанскую войну, Страсбург переходил к Франции на двадцать лет. В 1697 году по Рисвикскому договору император окончательно уступил французам город и зависимые от него земли на левом берегу Рейна, что стало единственным достижением Франции, потерявшей в войне Аугсбургской лиги 450 тыс. человек и вынужденной очистить форпосты, захваченные на границе империи: Люксембург, Фрайбург, Брайзах, Кель и Филиппсбург.